# La Cocha
La Cocha es una localidad y municipio ubicado en el extremo sur de la provincia de Tucumán, Argentina. Constituye la cabecera departamental del departamento homónimo.

## Población
Cuenta con 6578 habitantes (Indec, 2010), lo que representa un incremento del 17% frente a los 5637 habitantes (Indec, 2001) del censo anterior.
| Gráfica de evolución demográfica de La Cocha entre 1960 y 2010 |
|                                                                |
| Fuentes: INDEC                                                 |

## Religión

### Parroquias de la Iglesia Católica
| Diócesis  | Santísima Concepción |
| --------- | -------------------- |
| Parroquia | San José Obrero      |

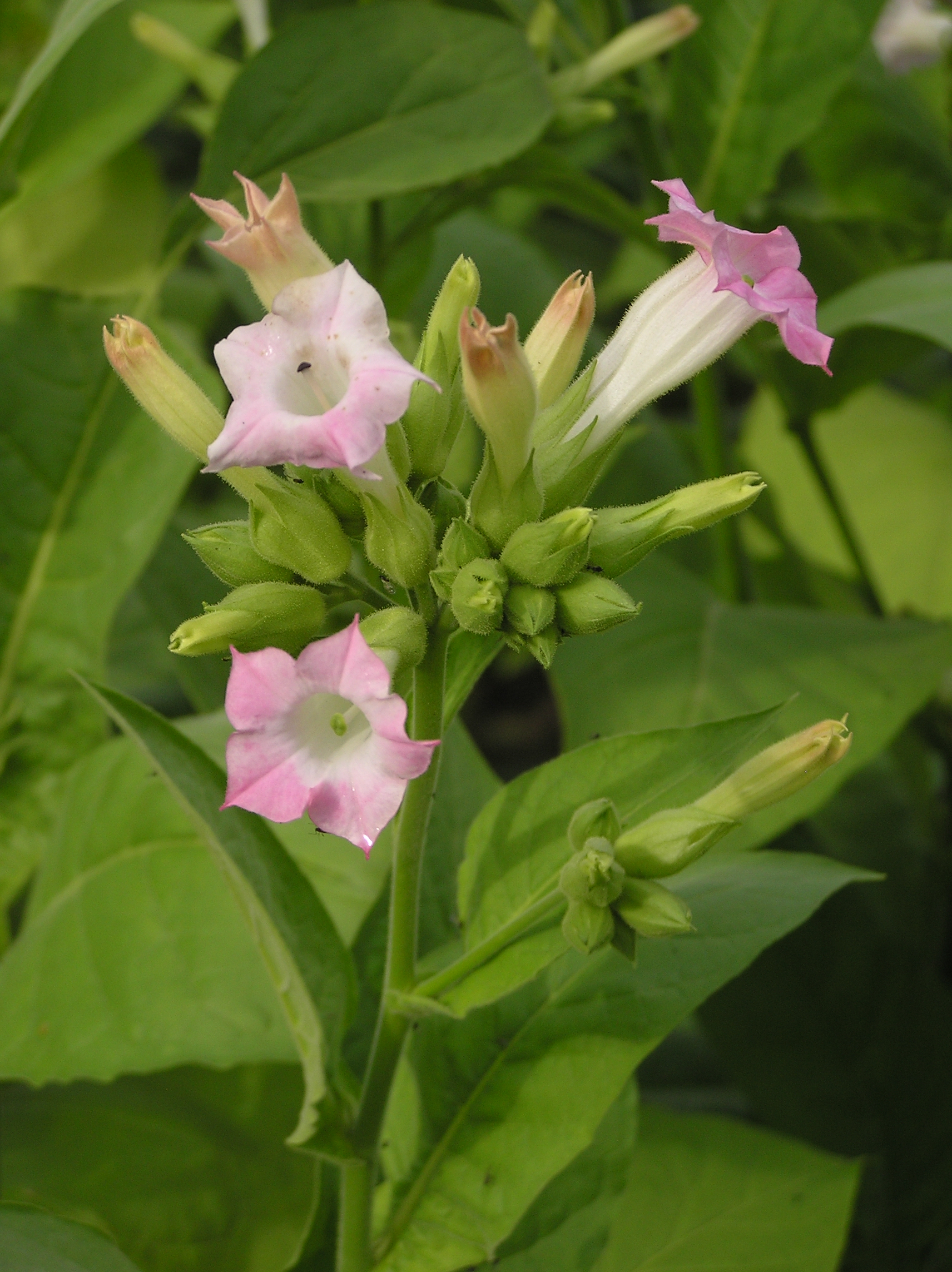
Flor del tabaco

Además, hay presencia de numerosas congregaciones protestantes en sus múltiples vertientes.